# Holte IF (volley-ball masculin)
Pour les articles homonymes, voir Holte.
Le Holte IF Volley-Ball est un club danois de volley-ball basé à Holte. Il évolue au plus haut niveau national (Elite Division).

## Palmarès
- Championnat du Danemark : 1986, 1987, 1988, 1989, 1990, 1991, 1992, 1993, 1994, 1995, 1997, 1998
- Coupe du Danemark : 1981, 1986, 1987, 1988, 1989, 1990, 1991, 1992, 1993, 1994, 1995, 1996, 1997, 2002

## Effectif de la saison en cours
Entraîneur : Kristoffer Arrild  Danemark ; entraîneur-adjoint : Kasper Førster  Danemark
| Numéro | Nom                               | Taille | Nationalité |
| 1      | Kristoffer ARRILD                 | 1,92   | Danemark    |
| 2      | Nils ERIKSEN                      | 1,92   | Danemark    |
| 3      | Kasper FØRSTER                    | 1,80   | Danemark    |
| 4      | Thomas BEHRENS                    | 2,06   | Danemark    |
| 6      | Niels PLEIMERT                    | 1,98   | Danemark    |
| 7      | Martin Christian MOGENSEN OLAFSEN | 1,84   | Danemark    |
| 8      | Jakob AASTRUB                     | 2,00   | Danemark    |
| 9      | Torben TÆSTENSEN                  | 1,86   | Danemark    |
| 10     | Steinar EIRIKSTOFT                | 1,91   | Danemark    |
| 14     | Pau LARSEN                        | 1,86   | Danemark    |